# 瓦氏䲗
瓦氏䲗（学名：Callionymus valenciennei）为䲗科䲗屬的鱼类，俗名瓦氏背果鼠䲗鱼、丝棘䲗、瓦氏鼠䲗鱼。分布于朝鲜至日本、台湾岛以及中国南海、东海等海域。该物种的模式产地在日本。